# امی هود
امی هود (زاده ۹ اوت ۱۹۷۱) یک مدیر بازرگانی آمریکایی است که از سال ۲۰۱۳ به عنوان مدیر ارشد مالی مایکروسافت مشغول به کار است. هود اولین مدیر مالی زن در تاریخ مایکروسافت است.
هود در سال ۲۰۰۲ به مایکروسافت پیوست. او همچنین به عنوان رئیس ستاد در بخش سرور و ابزار و همچنین مدیریت تیم توسعه استراتژی و کسب و کار در بخش کسب و کار خدمت کرد. او پیش از این در گلدمن ساکس در نقش‌های مختلفی از جمله بانکداری سرمایه‌گذاری و گروه‌های بازار سرمایه کار می‌کرد. در ۸ می ۲۰۱۳، مایکروسافت اعلام کرد که هود جایگزین پیتر کلاین به عنوان مدیر ارشد مالی شرکت خواهد شد.
هود دارای مدرک لیسانس اقتصاد از دانشگاه دوک در سال ۱۹۹۴ و MBA از دانشگاه هاروارد است. او و همسرش همچنین جز مالکان باشگاه سیاتل ساندرز در لیگ برتر فوتبال هستند.
او در حال حاضر در رتبه ۶۳ در فهرست ۱۰۰ زن قدرتمند جهان فوربز قرار دارد.